# Луцька війна
Луцька війна (пол. Wojna łucka) — військовий конфлікт між Польським королівством і Великим князівством Литовським у червні-серпні 1431 р. Ця війна стала причиною нового тевтонсько-польського конфлікту, а також прелюдією до громадянської війни у Великому князівстві Литовсько-Руському.

## Причини війни
27 жовтня 1430 помер великий князь литовський Вітовт (1392—1430), не залишивши після себе спадкоємців чоловічої статі. Формально верховним сюзереном Литви вважався польський король Владислав II Ягайло (1386—1434), двоюрідний брат Вітовта. Але литовська верхівка на з'їзді у Вільно обрала новим великим князем литовським Болеслава Свидригайла, молодшого брата польського короля. Свидригайло, давній суперник Вітовта, хоча і був римо-католиком, виступав проти унії Великого князівства Литовського з Польщею. Ягайло розраховував посадити на литовський великокняжий престол одного зі своїх синів. Свидригайло прагнув до повної незалежності Великого князівства Литовського від Польщі.
Ще наприкінці 1430 році він наказав взяти під варту свого старшого брата Ягайла, який перебував тоді у Вільно. Свидригайлові вдалось зайняти Вільно і Троки та змусити полоненого Ягайла визнати його великим князем литовським.
Ситуація ускладнилася після втручання польських магнатів, які, дізнавшись про ув'язнення свого короля, захопили деякі литовські прикордонні замки, в тому числі у містах Кам'янець-Подільський, Червоногород i Скалу. Під тиском Свидригайло Ягайло змушений був віддати наказ про звільнення захоплених литовських замків, але поляки зі своїми прихильниками продовжували їх утримувати. У відповідь Свидригайло з литовським військом взяв Збараж і Олесько, розорив околиці Львова і Теребовлі.
Готуючись до війни проти Польщі, Свидригайло уклав союзи з Тевтонським і Лівонським орденами, Молдовою і Золотою Ордою. Крім того, його підтримував німецький імператор та угорський король Сигізмунд I Люксембург.
Ці ворожі дії з боку Свидригайла викликали велике роздратування при королівському дворі на Вавелі. Також за наказом Свидригайла був заарештований польський посланець і королівський секретар Ян Лютек із Бжезя. На початку 1431 Владислав Ягайло був звільнений з ув'язнення і повернувся до Польщі, пообіцявши повернути великому князю всі захоплені прикордонні міста і замки.

## Хід бойових дій
Військові дії почалися у третій декаді червня 1431 року. 25 червня Ягайло з військом виступив з Перемишля на Городло. Ще раніше передові польських загони виступили на Збараж та інші замки, зайняті литовськими гарнізонами. На початку липня польська армія захопила основні міста і замки Волині, яка після смерті великого князя литовського Вітовта, згідно з попередніми домовленостями, вважалася володінням польської корони.
9 липня король з військом перебував у Городлі, на кордоні з Волинню. Звідти він розіслав грамоти з оголошенням війни своєму братові Свидригайлові, великому магістру Тевтонського ордена і німецькому імператору. Протягом двох тижнів Ягайло простояв табором під Городлом, очікуючи прибуття підкріплень. У середині липня король продовжив свій наступ на литовські володіння. Великий князь Свидригайло, отримавши звістку про польське вторгнення, повідомив про це Тевтонським лицарям-хрестоносцям, закликаючи їх напасти на північні польські володіння, а сам рушив на Волинь. При наближенні польської армії литовські гарнізони спалили й покинули Збараж і Володимир. Перші сутички сталися недалеко від Устилуга, де польські лицарі розбили переважаючі литовсько-татарські сили. Литовці спалювали навколишні села і відступали вглиб своєї території. Після підходу малопольського ополчення Ягайло вирушив з Городла до Володимира і, розоривши його околиці, виступив на Луцьк.
Наприкінці липня королівська армія наблизилася до Луцька, столиці Волинської землі. По дорозі польські війська були посилені великопольським ополченням. 6-тисячний польський загін під командуванням князя Казимира Белзького був відправлений проти русинів, прихильників Свидригайла, які здійняли заколот у Белзькому князівстві. Сам великий князь литовський Свидригайло тим часом зібрав великі сили й отаборився в Луцьку. 31 липня шість польських хоругов зіткнулися з передовими литовськими загонами на річці Стир. При наближенні головних сил польського короля Свидригайло спалив місто і відступив, залишивши 4-тисячний гарнізон в Луцькому замку під командуванням одного зі своїх кращих воєначальників, луцького старости Станка Юрші. Під час відходу сам великий князь литовський отримав поранення. На наступний день польські війська розпочали облогу Луцького замку. 13 серпня поляки здійснили спробу штурму замку, але були відбиті. У той же день між луцьким старостою Юршою і польським командуванням було укладено 4-денне перемир'я.
17 серпня литовці відновили військові дії. Поляки знову спробували захопити штурмом замок, але зазнали невдачі. Водночас інші литовські загони захопили Ратно та увірвалися в Холмську землю, але були розбиті холмським старостою[ким?]. Литовці спробували захопити замок Кременець, але зазнали поразки від Пйотра Шафранця. 20 серпня було укладено нове, 6-денне перемир'я. У цей час у війну проти Польщі на боці Свидригайла вступили тевтонські лицарі, які напали на Куявську і Добжинську землі, і молдовани, що вторглися в Подільську і Галицьку землі польської корони. Польський загін під командуванням братів Теодорика і Михайла Бучацьких, який був надісланий з-під Луцька, розбив молдавського господаря Олександра Доброго в битві під Кам'янцем і змусив його покинути польські володіння. Ягайло тим часом пропонував продовжити термін перемир'я, але поляки зробили нову атаку на Луцьк, зазнавши чергової невдачі. Зрештою 1 вересня 1431 року великий князь литовський Свидригайло в Старому Чорторийську уклав дворічне перемир'я з польським королем (до 24 червня 1433 року). Польська корона зберегла за собою Західне Поділля з містами Кам'янець-Подільський, Червоногород, Смотрич і Скала. Велике князівство Литовське утримало під своїм контролем Східне Поділля і Волинь.

## Наслідки
Кінець Луцької війни не приніс успіху польській короні. Обидві сторони зберегли за собою спірні прикордонні землі, які вони утримували на момент укладення угоди про перемир'я. Польща на кілька років була втягнута в нову війну з Тевтонським орденом (1431—1435). Поляки не змогли домогтися повалення Свидригайла з литовського великокнязівського престолу. Польща і Литва не змогли провести демаркацію нових кордонів через нові розбіжності й непорозуміння.
У 1432 році князь стародубський Сигізмунд Кейстутович, молодший брат Вітовта, який користувався підтримкою польської корони й великолитовських панів-католиків, був проголошений новим Великим князем в Ошмянах. У Великому князівстві Литовському почалася громадянська війна (1432—1437).